# Малосолтанівська сільська рада
| Малосолтанівська сільська рада — орган місцевого самоврядування у Васильківському районі Київської області з адміністративним центром у с. Мала Солтанівка. Водоймища на території, підпорядкованій даній раді: річка Стугна. Сільській раді підпорядковані населені пункти: - с. Мала Солтанівка - с. Скрипки |

## Склад ради
Рада складається з 16 депутатів та голови.

### Керівний склад ради
| ПІБ                        | Основні відомості                                                                       | Дата обрання | Дата звільнення |
| -------------------------- | --------------------------------------------------------------------------------------- | ------------ | --------------- |
| Рябушко Лідія Василівна    | Сільський голова, 1956 року народження, освіта, позапартійна                            | 26.03.2006   | 31.10.2010      |
| Рябушко Лідія Василівна    | Сільський голова, 1956 року народження, освіта середня спеціальна, член Партії регіонів | 31.10.2010   | 09.09.2012      |
| Гребінник Павло Андрійович | Сільський голова, 1974 року народження, освіта вища, член Партії регіонів               | 09.09.2012   |                 |

Примітка: таблиця складена за даними джерела